# Ủy ban Tư pháp của Quốc hội (Việt Nam)
Ủy ban Tư pháp của Quốc hội ở Việt Nam là cơ quan thảo luận, đóng góp ý kiến về các nội dung dự án pháp lệnh về hình sự, tố tụng hình sự, tố tụng dân sự, tố tụng hành chính, thi hành án, bổ trợ tư pháp.
Đồng thời là cơ quan nhận khiếu nại tố cáo của Quốc hội Việt Nam có quyền thẩm tra các vụ án được giao hoặc nhận thư khiếu nại. Sau khi kết luận nếu vi phạm nghiêm trọng gửi Viện Kiểm sát xử lý.
Trong đợt cải cách hành chính ở Việt Nam 2024–2025, cơ quan này đã được sáp nhập với Ủy ban Pháp luật của Quốc hội để thành lập Ủy ban Pháp luật và Tư pháp của Quốc hội do Hoàng Thanh Tùng làm chủ nhiệm.

## Chức năng và nhiệm vụ
1. Thẩm tra dự án luật, dự án pháp lệnh về hình sự, tố tụng hình sự, tố tụng dân sự, tố tụng hành chính, thi hành án, bổ trợ tư pháp, tổ chức bộ máy của các cơ quan tư pháp và các dự án khác do Quốc hội, Uỷ ban thường vụ Quốc hội giao;
2. Thẩm tra các báo cáo của Chính phủ về công tác phòng ngừa và chống vi phạm pháp luật và tội phạm, công tác thi hành án; thẩm tra các báo cáo công tác của Chánh án Toà án nhân dân tối cao, Viện trưởng Viện kiểm sát nhân dân tối cao; chủ trì thẩm tra báo cáo của Chính phủ về công tác phòng, chống tham nhũng;
3. Giám sát việc thực hiện luật, nghị quyết của Quốc hội, pháp lệnh, nghị quyết của Uỷ ban thường vụ Quốc hội về hình sự, tố tụng hình sự, tố tụng dân sự, tố tụng hành chính, thi hành án, bổ trợ tư pháp, tổ chức bộ máy của các cơ quan tư pháp; giám sát hoạt động của Chính phủ, Toà án nhân dân tối cao, Viện kiểm sát nhân dân tối cao trong việc điều tra, truy tố, xét xử, thi hành án, bổ trợ tư pháp;
4. Giám sát văn bản quy phạm pháp luật của Chính phủ, Thủ tướng Chính phủ, Bộ trưởng, Thủ trưởng cơ quan ngang bộ, Toà án nhân dân tối cao, Viện kiểm sát nhân dân tối cao, văn bản quy phạm pháp luật liên tịch giữa các cơ quan nhà nước có thẩm quyền ở trung ương hoặc giữa cơ quan nhà nước có thẩm quyền với cơ quan trung ương của tổ chức chính trị - xã hội thuộc lĩnh vực Uỷ ban phụ trách;
5. Giám sát việc phát hiện và xử lý hành vi tham nhũng;
6. Kiến nghị các vấn đề liên quan đến tổ chức, hoạt động của các cơ quan hữu quan và các vấn đề về hình sự, tố tụng hình sự, tố tụng dân sự, tố tụng hành chính, thi hành án, bổ trợ tư pháp, tổ chức bộ máy của các cơ quan tư pháp.

## Danh sách Ủy viên

### Khóa XV
- Chủ nhiệm:
  - Lê Thị Nga, Ủy viên Ủy ban Thường vụ Quốc hội.
- Phó Chủ nhiệm:[3]
  - Nguyễn Mạnh Cường
  - Hoàng Văn Liên
  - Đỗ Đức Hồng Hà
  - Mai Thị Phương Hoa
  - Nguyễn Thị Thủy

### Khóa XIV
Các thành viên Ủy ban Tư pháp Quốc hội Việt Nam khóa 14 gồm có 39 người:
- Chủ nhiệm:[5]
  - Lê Thị Nga, Ủy viên Ủy ban Thường vụ Quốc hội.
- Phó Chủ nhiệm:
  - Nguyễn Công Hồng, đại biểu Quốc hội tỉnh Đồng Nai;
  - Nguyễn Văn Luật, đại biểu Quốc hội tỉnh Kiên Giang;
  - Nguyễn Mạnh Cường, đại biểu Quốc hội tỉnh Quảng Bình;
  - Nguyễn Văn Pha, đại biểu Quốc hội tỉnh Nam Định;
  - Hoàng Văn Liên, đại biểu Quốc hội tỉnh Long An;

### Khóa XIII
- Chủ nhiệm:[6]
  - Nguyễn Văn Hiện, Uỷ viên Uỷ ban thường vụ Quốc hội, đại biểu Quốc hội tỉnh Sơn La;
- Phó Chủ nhiệm chuyên trách:
  - Nguyễn Công Hồng, đại biểu Quốc hội tỉnh Đồng Nai;
  - Nguyễn Văn Luật, đại biểu Quốc hội tỉnh Kiên Giang;
  - Lê Thị Nga, đại biểu Quốc hội tỉnh Thái Nguyên;
  - Dương Ngọc Ngưu, đại biểu Quốc hội tỉnh Điện Biên;
  - Nguyễn Đình Quyền, đại biểu Quốc hội thành phố Hà Nội;

## Chủ nhiệm Ủy ban Tư pháp qua các thời kỳ
| Thứ tự | Họ tên          | Quốc hội khóa | Ghi chù                                                    |
| ------ | --------------- | ------------- | ---------------------------------------------------------- |
| 1      | Vũ Đức Khiển    | Khóa XI       | Ủy viên Ủy ban Thường vụ Quốc hội                          |
| 2      | Lê Thị Thu Ba   | Khóa XII      | Ủy viên Trung ương Đảng, Ủy viên Ủy ban Thường vụ Quốc hội |
| 3      | Nguyễn Văn Hiện | Khóa XIII     | Ủy viên Ủy ban Thường vụ Quốc hội                          |
| 4      | Lê Thị Nga      | Khóa XIV      | Ủy viên Trung ương Đảng, Ủy viên Ủy ban Thường vụ Quốc hội |
| 4      | Lê Thị Nga      | Khóa XV       | Ủy viên Trung ương Đảng, Ủy viên Ủy ban Thường vụ Quốc hội |